# Hunac Ceel
Hunac Ceel (noto anche come Cauich; XII secolo – XIII secolo) è stato un condottiero maya.
Proveniente da Telchaquillo, conquistò Chichen-Itza e fondò la dinastia Cocom, che governò sullo Yucatán nel tardo periodo postclassico.
La storia di Hunac Ceel e della conquista di Chichen-Itza è raccontata nei Libri di Chilam Balam. Non sempre è facile però distinguere i dati storicamente attendibili da quelli leggendari. Ad esempio, c'è discordanza su quale fosse la ragione dello scoppio della guerra per Chichen-Itza.
Essendo gli Itza, i suoi governanti, di stirpe tolteca, potrebbe essersi trattato di una rivolta degli indigeni maya contro di loro, ma anche i loro avversari, guidati da Hunac Ceel, si appellavano Itza. Secondo la leggenda invece il casus belli fu il rapimento della sposa di Ah Ulil, principe di Izamal.
I Libri di Chilam Balam riportano che Hunac Ceel fu fatto prigioniero in un primo combattimento infruttuoso contro gli Itza e gettato nel cenote nei pressi della città come offerta sacrificale per gli dei. Tuttavia egli sopravvisse e riuscì a ottenere il favore di Ah Mex Cuc, che lo aveva gettato nel cenote, che si persuase che al guerriero si riferisse una profezia del dio della pioggia Chac. Col suo aiuto, Hunac Ceel divenne signore di Mayapan, una potente città dello Yucatan settentrionale, che si contendeva il predominio con Uxmal e Chichen-Itza. Con le sue nuove forze Hunac Ceel conquistò Chichen-Itza e impose la signoria di Mayapan sull'intera regione.